# Porzecze (rejon lidzki)
Porzecze (biał. Парэчча, Pareczcza; ros. Поречье, Porieczje) – wieś na Białorusi, w obwodzie grodzieńskim, w rejonie lidzkim, w sielsowiecie Bielica, przy drodze republikańskiej R141.

## Historia
W XIX i w początkach XX w. położone było w Rosji, w guberni wileńskiej, w powiecie lidzkim, w gminie Bielica. Należało wówczas do książąt Wittgensteinów.
W dwudziestoleciu międzywojennym leżało w Polsce, w województwie nowogródzkim, w powiecie lidzkim, w gminie Bielica. W 1921 miejscowość liczyła 456 mieszkańców, zamieszkałych w 81 budynkach, w tym 451 Białorusinów i 5 Polaków. 451 mieszkańców było wyznania prawosławnego i 5 rzymskokatolickiego.
Po II wojnie światowej w granicach Związku Sowieckiego. Od 1991 w niepodległej Białorusi.